# 12.7 × 99 mm NATO

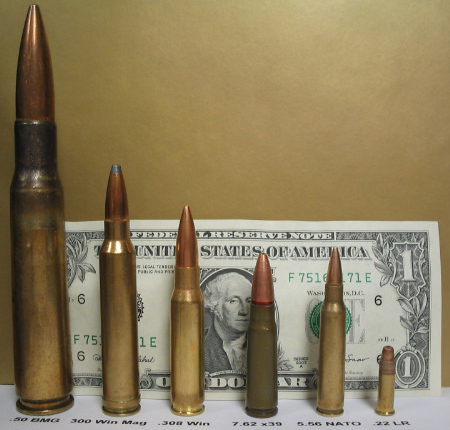
왼쪽부터: 12.7 × 99 mm NATO, .300 윈체스터 매그넘, .308 윈체스터, 7.62×39mm, 5.56×45mm NATO, .22LR

12.7 × 99 mm NATO 또는 .50 BMG(.50 Browning Machine Gun)는 1910년대 후반 존 브라우닝이 M2 브라우닝 기관총을 위해 개발한 탄이다. 1921년부터 군에 정식 채택되었다. 이 탄은 풀 메탈 재킷 탄, 예광탄, 철갑탄, 소이탄, 사보탄 등 여러 가지 파생형이 개발되고 있다. 이 탄은 주로 기관총에 사용된다.
12.7 × 99 mm NATO는 기관총에 사용되는 것뿐만 아니라 장거리 목표물을 저격할 때에도 사용된다. 이 때 사용되는 것은 통상의 기관총탄과는 다른 고정밀도 탄으로, 볼트 액션 또는 반자동 저격총(주로 대물 라이플)으로 발사된다. 이 탄을 사용해서 기록한 최장거리 저격 기록은 2002년 아프가니스탄 전쟁에서 캐나다 군인 롭 펄롱이 맥밀런 Tac-50 저격총을 사용해 탈레반 전투원을 저격 사살한  2430 미터이다.

## 역사
.50 BMG는 제1차 세계 대전 기간 새로운 대공 무기를 필요로 하는 군의 요구에 따라 존 브라우닝이 M1919와 M1917에 사용되는 .30-06 스프링필드 탄을 바탕으로 개발에 착수한 것이다. APIT (Armor-piercing incendiary tracer)은 항공기에 대해 특히 효과적이고, AP과 API는 콘크리트 벙커와 구조물, 경기갑 전투 차량 파괴에 매우 뛰어난 성능을 발휘했다. 이 탄은 접촉 시 섬광과 연기를 남겨서, 적 목표물을 탐지하여 공격하는 데 유용하였다.
.50 BMG 개발 과정에서 독일이 제2차 세계 대전 중 대전차 라이플을 위해 개발한 13.2 mm TuF를 복제해서 사용할지에 대한 논의가 있었다. 하지만, 분석 결과 13.2 mm탄은 성능면에서 .30-06 스프링필드보다 열악한데다, 자동 화기를 위한 연속 격발에 적합하지 않다고 결론이 나서 복제안은 철회되었다. 또한, 13.2 mm TuF과 .50 BMG는 개발 목적이 다르기 때문에 두 탄의 특성도 완전히 달랐다. 13.2 mm탄은 대전차용인데 반하여, .50 BMG는 개발 목적이 대공 기관총이었기 때문이다. 따라서 .50 BMG탄을 사용하는 M2HB 브라우닝은 91 m 거리에 있는 22.2 mm 강철판과 500 m의 거리에 있는 19 mm의 장갑강철판을 뚫을 수 있는 대공, 대전차, 대인과 다목적으로 사용할 수 있는 대형 화기에 적합하도록 의도하여 설계하였다.

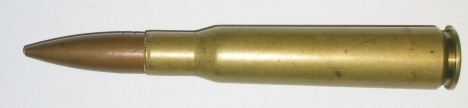
12.7 × 99 mm NATO탄

제2차 세계 대전 기간 동안 .50 BMG는 주로 대공 목적으로 M2 브라우닝 기관총에 사용되었다. 제2차 세계 대전 기간에 사용된 M2 브라우닝 기관총의 업그레이드 파생형은 지금도 여러 나라에서 사용하고 있다. 하지만 .50 BMG를 사용한 중기관총은 다목적 기관총과 같은 경기관총에 비해서 관통력 면에서 우수하지만, 훨씬 크고 무거워서 휴대성과 이동성 면에서는 덜 유연한 측면이 있다. 하지만, .50 BMG를 사용한 12.7 mm 기관총을 삼각대에 고정할 경우, 사거리와 정확도 면에서 경기관총보다 훨씬 뛰어나기 때문에, 위에서 언급된 단점에도 불구하고 여전히 많은 국가에서 사용하고 있다.
1980년대에 만들어진 배럿 M82 .50 구경 소총과 파생형은 강력한 성능으로 군사 저격수들의 대물 파괴력을 상승시켰다. 능숙한 저격수는 자신의 정확한 위치를 노출시키지 않으면서 군인이나 장비 등 몇몇 목표물을 제거함으로써 보병 무대를 효과적으로 무력화시킬 수 있다.

## 파괴력
탄의 실제 파괴력을 측정하는 일반적인 방법은 총구 에너지를 비교하는 것이다. 제1차 세계 대전과 제2차 세계 대전 동안 미군의 표준 구경이자, 미국 수렵꾼들 사이에서 가장 인기있는 구경인 .30-06 스프링필드는 2,000 ~ 3,000 풋파운드 총구 에너지를 나타낸다. 발사되는 소총뿐만 아니라 장약이나 탄환에 따라서 달라지긴 하지만, .50 BMG는 10,000 ~ 15,000  풋파운드 총구 에너지를 생산한다. .50 BMG는 탄환의 탄도 계수가 높기 때문에 .50 BMG의 탄도는 소구경이나 경구경의 탄환보다 바람이나 기류의 영향을 덜 받아서, .50 BMG는 고위력의 저격총에 매우 효과적이다.

## 12.7 × 99 mm NATO탄을 사용한 화기 목록

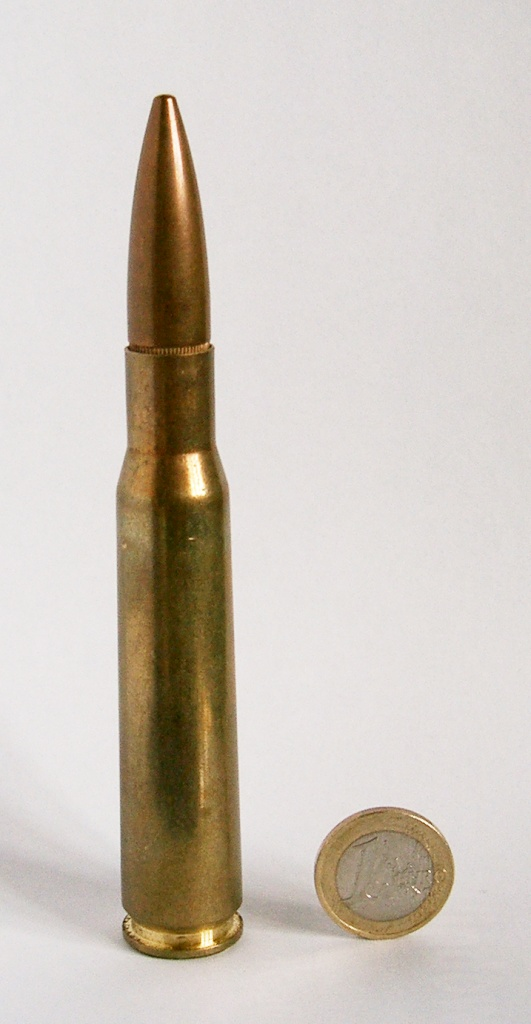
12.7 × 99 mm NATO (.50 BMG)

### 카빈
- 배럿 M82CQ

### 소총
- Accuracy International AW50
- Accuracy International AS50
- OM 50 Nemesis[4]
- Anzio Iron Works Anzio-50
- Armalite AR-50
- Pindad SPR-2 and Pindad SPR-3[5]
- 배럿 M82
- 배럿 M95
- 배럿 M99
- Bluegrass Armory Viper[6]
- ČZW-127
- DSR-50
- East Ridge / State Arms Gun Co. Inc.[7]
- Bohica MK III AR-15 Upper[8]
- Bushmaster BA50 Rifle[9]
- L.A.R. Manufacturing, Inc. Grizzly Big Boar
- 맥밀런 Tac-50
- POLY-Technologies M99-II[10] and M99B-II[11]
- Ramo M600 and M650[12]
- Robar RC-50
- Safety Harbor Firearms SHF/R50[13]
- Serbu Firearms BFG-50
- 슈타이어 HS .50
- TGR Co. LLC $1599 Noreen 50 BMG[14]
- Gepard anti-materiel rifle
- Zastava M93 Black Arrow
- PGM Hecate II
- Ultralite50/Ligamec Corp.[15]
- Vulcan Armament V50[16]
- EDM Arms Windrunner[17]
- WKW Wilk
- Zel Custom Manufacturing/Tactilite[15]

### 기관총
- CIS 50MG
- GAU-19
- M2 브라우닝 기관총
- M85 기관총
- MAC-58
- Rolls-Royce .50
- WKM-B
- XM312

## 같이 보기
- NATO탄
- 12 mm 구경
- 12.7×108mm
- 14.5×114mm

## 참고
- TM43-0001-27 보관됨 2007-12-02 - 웨이백 머신 US Army Ammunition Data Sheets - Small Caliber Ammunition, HQ Department of the Army, 6/81, Including changes (Not to be used as reloading data)